# 馬泰拉的石窟民居
马泰拉的石窟民居（Sassi di Matera）是位於義大利南部巴斯利卡塔馬泰拉的民居建築。在15世紀至16世紀時，許多塞爾維亞人和阿爾巴尼亞人逃離鄂圖曼土耳其帝國來到這裡居住。20世紀初期，這裡的住宅條件極為惡劣。20世紀中期以後，住在這裡的居民被強制遷出。1990年代後，馬特拉洞窟民居成為觀光地，也重新得到了開發利用。

## 外部連結
- Sassi's page on UNESCO website （页面存档备份，存于）
- Sassi di Matera (HD Webcam) （页面存档备份，存于）
- Sassi of Matera: what to know and what to visit （页面存档备份，存于）
- "Life is Beautiful - a travel music video" （页面存档备份，存于）
- ROBA FORESTIERA, 45 Minutes, Documentary Film on the Sassi di Matera, 2004 （页面存档备份，存于）
- City Map （页面存档备份，存于）
- Tourist information （页面存档备份，存于）